# Robert Delamain
Pour les articles homonymes, voir Delamain.
Robert Delamain, né le 22 novembre 1879 à Jarnac et mort le 1er janvier 1949 dans cette même ville est un historien français, directeur de la maison de cognac Delamain.

## Biographie
Fils de Philippe Delamain, savant archéologue et collectionneur, découvreur des sépultures wisigothiques de Herpes, et de Adrienne Hine, il est l'auteur de différents ouvrages concernant le cognac et la région de l'Angoumois et de la Saintonge.
Son cousin Jacques Delamain s'est illustré comme un des premiers ornithologue en France, scientifique et vulgarisateur, Prix Montyon 1929 de l'Académie avec Pourquoi les oiseaux chantent. Il a notamment fait d'intéressantes orbservation lors de la Première Guerre mondiale. Maurice Delamain dirige les éditions Stock-Delamain, publie Plaidoyer pour les mots, prix Saintour 1968 de l'Académie et dirige la Librairie Delamain, une des plus anciennes de Paris.
La famille Delamain dirige depuis le XVIIe siècle une maison de cognac de très grande qualité, Delamain.
Robert Delamain a été Président de la Société archéologique et historique de la Charente à trois reprises : de 1926 à 1927, de 1934 à 1935 puis en 1940.

## Publications
- Restes d'industrie lithique à Garde-Épée.
- Jarnac à travers les âges, Éditions Stock, 1925, Éditions Coquemard, 1954 et Éditions Micberth  (ISBN 2-84373-468-1)
Monographie historique précise et rigoureuse, préfacée par Camille Jullian de l'Académie française.
- Histoire du cognac, Éditions Stock, 1935, puis 1947, préfacée par Gaston Chérau de l'Académie Goncourt, et des illustrations
Monographie sur le cognac : histoire, origine du commerce charentais, la distillation, progrès du commerce au XIXe siècle, hiérarchie des terroirs, classements par crus, marques, lois…[2]
- Notes sur le passé du protestantisme dans la région de Jarnac, 1948.
- Sur Jarnac, Éditions de La Tour de Feu, (sans date, vers 1950), avec la collaboration de son frère, Maurice Delamain.